# Kenney-Gletscher
Der Kenney-Gletscher ist ein 1,5 km langer Gletscher im Grahamland auf der Antarktischen Halbinsel. Auf der Trinity-Halbinsel fließt er von den Nunatakkern The Pyramid und The Saddlestone in nordwestlicher Richtung zum Depot-Gletscher, den er unweit zu dessen Mündung in die Hope Bay erreicht.
Wissenschaftler des Falkland Islands Dependencies Survey (FIDS) kartierten ihn 1945 und 1948. Nach Vermessungen im Jahr 1955 benannten sie ihn nach Richard Ralph Kenney (* 1929), Geodät des FIDS in der Hope Bay in den Jahren 1954 und 1955, der detaillierte Vermessungen des Gebiets zwischen der Hope Bay und der Duse Bay vorgenommen hatte.